# Cerkiew Świętych Piotra i Pawła we Lwowie
Cerkiew Świętych Piotra i Pawła (ukr. Костел Петра і Павла) – prawosławna cerkiew parafialna w jurysdykcji Kościoła Prawosławnego Ukrainy. Położona przy ulicy Łyczakowskiej 82A w dzielnicy Łyczaków (ukr. Личаків) we Lwowie.

## Historia
W 1658 Mikołaj i Urszula Bieganowscy ufundowali przy ówczesnej ul. Gliniańskiej (późniejszej Łyczakowskiej) nowy klasztor dla zakonu paulinów. Kościół pw. Świętych Apostołów Piotra i Pawła został wybudowany w 1668. W 1750 paulini za zgodą arcybiskupa lwowskiego Mikołaja Ignacego Wyżyckiego postanowili wznieść nowy kościół. Był on gotowy w 1776, ale z powodu wad konstrukcyjnych trzeba go było przebudować od podstaw. Nowa świątynia była gotowa w 1782. Skromne, jednonawowe wnętrze z kolebkowym sklepieniem ozdobiły freski Łukasza Dolińskiego, później zamalowane. W kościele wzniesiono trzy ołtarze i rokokową ambonę z postaciami czterech ewangelistów.
W 1762 dotychczasowa rezydencja paulinów została przekształcona w pełnoprawny konwent, a w święto Matki Boskiej Częstochowskiej arcybiskup lwowski Wacław Hieronim Sierakowski erygował przy kościele jedną z sześciu nowych parafii rzymskokatolickich we Lwowie. Owa parafia obejmowała całe terytorium Przedmieścia Łyczakowskiego, ulicę Piekarską do kościoła sakramentek i do folwarku benedyktynek ormiańskich na Pasiekach oraz wsie Zniesienie, Krywczyce, Lisienice i Winniki.
W 1772 r., w momencie zajęcia Lwowa przez Austriaków w wyniku pierwszego rozbioru Polski, w konwencie żyło siedmiu braci zakonnych. Klasztor uległ kasacie w wyniku reform józefińskich przeprowadzonych przez cesarza Józefa II. Parafię przeniesiono do pobliskiego kościoła św. Antoniego. Opuszczoną świątynią opiekował się i sprawował liturgię ostatni pozostawiony w niej paulin. Wkrótce potem, w 1786 władze austriackie przekazały kościół Świętych Piotra i Pawła wyznawcom kościoła greckokatolickiego.
W 1798 dokonano przebudowy fasady w duchu empirowym, dobudowując niewielką wieżę-kruchtę. Po przystosowaniu do potrzeb liturgii wschodniej świątynia otrzymała ikonostas.
Po 1945, gdy Kościół greckokatolicki w ZSRR został zlikwidowany, świątynię przejęli wyznawcy prawosławia rosyjskiego.
19 sierpnia 1989 w cerkwi Świętych Piotra i Pawła oficjalnie ogłoszono restytucję Ukraińskiego Autokefalicznego Kościoła Prawosławnego.
W 1993 wybrano patriarchę, którym został, przyjąwszy imię Dymytrij (Dymitr), Wołodymyr Jarema (1915–2000).
Nieopodal cerkwi, pod nrem 91, znajdowała się siedziba władz Ukraińskiego Autokefalicznego Kościoła Prawosławnego.
Od 2018 r. cerkiew należy do Kościoła Prawosławnego Ukrainy.